# El Rocío
El Rocío es una aldea perteneciente al municipio de Almonte, en la provincia de Huelva, Andalucía (España). En ella se celebra anualmente la peregrinación mariana más importante del mundo (la Romería del Rocío),durante la cual el municipio se convierte en el 3º más poblado del país.El Rocío se encuentra en un punto geográfico intermedio del territorio municipal, a mitad de distancia entre el núcleo principal de Almonte y el de Matalascañas, ya en la costa atlántica.Fue declarada Aldea Internacional del Caballo en 1992y en 2006 Bien de Interés Cultural,al estar anexa al Parque nacional de Doñana. Fundada alrededor del s.XIII,la aldea posee una arquitectura y cultura únicas que fueron exportadas a América en el s.XV y que han influenciado a la popular cultura del oeste americano.

## Historia
Los eventos que conforman la creación y desarrollo de la aldea del Rocío abarcan más de 800 años, desde el s.XIII hasta la actualidad.Debido a su situación geográfica estratégica entre la capital de provincia y el océano atlántico, la aldea ha ejercido un rol crucial en el comercio marítimo-terrestre, especialmente durante la Baja Edad Media y principios de la Edad Moderna.Es a partir del s.XVII cuando el interés paisajístico, cultural y religioso de la aldea alcanza proyección internacional, culminando con su estatus especial protegido como Bien de Interés Cultural de España en 1973,Patrimonio de la Humanidad por la UNESCO en 1992y la visita del papa Juan Pablo II en 1993.La aldea y su entorno suponen actualmente un activo turístico clave para Almonte, junto con el núcleo urbano principal, la urbanización costera de Matalascañas y diversos otros puntos de interés del municipio.

### Edad Media
Atraído por la leyenda de un cazador que se encontró con la imagen de la Virgen en el bosque de Las Rocinas, el rey Alfonso X El Sabio ordenó la construcción en 1270 de un santuario que albergara a dicha imagen, una talla gótica de autoría desconocida que, desde entonces, se mantuvo a resguardo en dicho templo.En el Archivo Ducal de Medina Sidonia de Sanlúcar de Barrameda se conserva un deslinde de 1335 donde está la primera referencia por escrito a la ermita de Santa María de las Rocinas.El Libro de la montería de Alfonso XI, datado entre 1342 y 1350, dedica sus siete últimos capítulos a los lugares de caza de Andalucía. Menciona en el entorno de Niebla "una tierra que dicen de las Rocinas" y añade que los mejores sotos son los que se encuentran "cabo una iglesia que dicen Sancta María de las Rocinas".
Debido a su localización entre Andalucía oriental y el puerto de Palos, Almonte tuvo un importante tránsito de mercancías durante la Baja Edad Media, especialmente de aceite de oliva y vino, que se exportaban también desde la propia localidad de Almonte. Puesto que el actual caño Madre de las Marismas era entonces un río de mucho mayor caudal que conectaba directamente con el arroyo de la Rocina, el Rocío se convirtió en uno de los principales puertos medievales del sur de España.

### Edad Moderna
Durante el Descubrimiento de América, se exportaron a dicho continente tanto el caballo marismeñocomo la vaca mostrenca,ambas especies autóctonas de Almonte y que en aquella época pastaban con libertad por toda la parte sur del municipio, así como las marismas de municipios vecinos. De hecho, el localismo mostrenco (que significa “salvaje”), fue adaptado al inglés como Mustang, término con el que conocen a los caballos salvajes en Estados Unidos. De la misma forma, se exportó no sólo la arquitectura de la aldea del Rocío (principalmente la ubicación de las casas en calles rectas sobre terreno arenoso sin pavimentar, los postes para amarrar a los caballos en los porches, los faroles con luz cálida y las casas bajas de una o dos plantas de estilo colonial con vigas o travesaños de madera),sino todos los aperos ecuestres (montura, arreos de cuero, abrevaderos, zahones, sombrero, botas, picaderos, espuelas, lazo, traslado de reses, el rodeo o el marcaje a hierro) con especial impacto en el lejano oeste de Norteamérica, actualmente los estados de Texas, Arizona, Nuevo México, Colorado, Nevada, Utah y Wymoing.
En 1598 se instituyó una capellanía en la ermita, con el legado de un sevillano que había emigrado a Perú, llamado Baltasar Tercero.La primera vez que la Virgen se encuentra referida por escrito con la palabra "Rocío" es en un documento del Ayuntamiento de Almonte del 25 de abril de 1653, que dice lo siguiente:

Será justo que se haga un novenario de misas cantadas a Ntra. Sra. del Rocío, amparo y remedio de esta Villa [...] y remedie nuestras necesidades y nos de su Rocío para que la cosecha sea muy colmada…

En la década de 1780 el duque de Medina Sidonia y Alba, José Álvarez de Toledo Osorio, encabezó un nuevo proyecto para ampliar la aldea bajo la dirección de Roque Díaz-Ángel del Castillo. Este contó con el asesoramiento de dos vecinos de La Palma del Condado: Alonso de Orihuela y el maestro arquitecto y agrimensor Francisco Díaz Pinto. Las primeras familias no originarias del municipio se instalaron en 1789.

### Edad Contemporánea
La aldea quedó prácticamente abandonada en 1810, con motivo de la invasión francesa.El 17 de agosto de este mismo año ejecutaron en Almonte al general francés Pierre D’Osseaux,por lo que Napoleón envió como represalia más de un millar de soldados allí. Desde el pueblo, se rogó la protección de la virgen, ya que era más que evidente que no soportarían un segundo conflicto bélico de aún mayores dimensiones. Dos días después, cuando ya se encontraban en el vecino pueblo de Pilas, los soldados retrocedieron y nunca llegaron a Almonte, por lo que, dando crédito a la petición de auxilio que hicieron a su patrona, se decidió celebrar cada 19 de agosto el voto conocido como Rocío Chico.A mediados del siglo XIX la aldea de El Rocío contaba con 35 viviendas. Entre las zonas conocidas como el Real y el Acebuchal, construyeron sus casas las siguientes hermandades filiales: Sanlúcar de Barrameda en 1844, Villamanrique de la Condesa en 1846, Pilas en 1851, Moguer en 1853 y La Palma del Condado en 1858. En 1855 se construyó también un ruedo para lidiar toros.
En 1900 eran ya 9 las hermandades filiales que peregrinaban cada año durante la romería: Villamanrique de la Condesa, Pilas, La Palma del Condado, Moguer, Sanlúcar de Barrameda, Triana, Umbrete, Coria del Río y Huelva.y en 1913 se celebra el primer centenario del Rocío Chico, instalándose una lápida conmemorativa y una salida extraordinaria de la virgen por la aldea.En 1915 la ermita es remodelada por el párroco almonteño Juan Luis Cózar y Lázaro y la virgen permanece 5 meses en Almonte hasta que termina dicha restauración en mayo, que incluye pavimentación, alicatado y techumbre y que se recoge con detalle en un libro. El 8 de junio de 1919 se lleva a cabo la coronación canónica de la virgen, por el Cardenal Almaraz, con bula de Benedicto XV y más de 25.000 personas reunidas en la aldea. La corona es de oro macizo y pesa unos 2kg. Fue a partir de entonces cuando la cifra media de visitantes durante la romería pasó de 8.000 personas (desde el s.XVIII) a 30.000. Al año siguiente la Hermandad Matriz recibe los títulos de Pontificia y Real. 
En 1925 se creó la primera línea de teléfono local en la aldea, con cuatrocientos postes de tendido de red desde Almonte y siete años más tarde se abre la primera escuela nacional.En 1926 el ayuntamiento ordena el cercado de la marisma y la regulación de la ganadería, cobrando derechos de pastaje con excepción de los residentes en el municipio y los asistentes a la Romería. El siguiente año el ayuntamiento y la Diputación comienzan la construcción del camino desde Almonte, que daría lugar a la carretera treinta años más tarde.En 1929 se empieza a cobrar un impuesto a los vehículos que accedan a la aldea durante la Romería, obteniendo hasta 2.780 pesetas en 1941 por entrada de coches. En 1934 aparece un acta en la que el ayuntamiento insta al Ministerio de Fomento a llevar a cabo el proyecto diseñado por el ingeniero de caminos Francisco Ruiz Martínez de una carretera desde el Sanlúcar de Barrameda hasta Almonte, pasando por El Rocío, aludiendo al número de visitantes durante la romería, al beneficio económico vinícola con Jerez y a la dinamización de municipios vecinos. En 1939 el ayuntamiento compra una casa por 8.000 pesetas, situada de esquina entre la calle Moguer y la calle Ermita, para derribarla y ensanchar la explanada frente a la fachada principal de la iglesia.
Francisco Franco visitó la iglesia en 1953 y a partir de 1956 la Hermandad Matriz comienza a utilizar cartelería anualmente para promocionar la romería. En 1958 se termina de asfaltar y abre al público el tramo de la carretera A-483 desde Almonte, duplicándose la cifra media de visitantes durante la romería a 60.000 personas. En 1960 el número de hermandades filiales ha aumentado a 32.
En 1963 la iglesia se remodeló de forma íntegra, adquiriendo definitivamente el aspecto actual. La Hermandad Matriz solicitó el anteproyecto a los arquitectos Alberto Balbontín y Antonio Delgado Roig.
En 1973 la ermita y su entorno fueron clasificados por el gobierno como Paraje Pintoresco. Este reconocimiento, sin embargo, dejaba sin definir el ámbito de protección.En 1980 ya hay un total de 59 hermandades filiales y la aldea alcanza por primera vez 1.000.000 de personas durante la romería, cifra que va a seguir aumentando lentamente hasta la actualidad.
En 1982 se instaló el monumento al Tamborilero, que consiste en una estatua de bronce de un romero con el tamboril y la flauta sobre un pedestal circular en el paseo cercano al santuario. La estatua fue realizada por el escultor José Manuel Díaz Cherpa.
Para el año 2004, la cantidad de hermandades filiales alcanza las 102. Entre 1964 y 1969 se construyó la actual ermita. Su estilo es el regionalismo blanco y fue diseñada por los arquitectos Alberto Balbontín de Orta y Antonio Delgado y Roig.En 2006 la ermita y la aldea fueron clasificadas como Bien de Interés Cultural, en la categoría de Sitio Histórico.

## Demografía
La aldea cuenta con 1732 habitantes (INE 2021), si bien durante la romería de Pentecostés el número de visitantes ha llegado a alcanzar la cifra de aproximadamente un millón de personas.En 2006 contaba con 2 182 viviendas particulares, 79 casas de hermandades rocieras, varios hoteles, un museo, una escuela hípica y un cámping. También tiene servicios como gasolineras, restaurantes, bancos y un comercio especializado.

## Urbanismo
La organización urbana de la aldea ha tenido dos fases principales: la primera durante la edad media, desde el siglo XIII cuando se construyó la ermita hasta el establecimiento de la sede de la  Hermandad Matriz en 1640. Como se detalla en la sección histórica, a partir del siglo XIV la actividad portuaria en la aldea llegó a su cenit.Durante el siglo XVI, a medida que el Arroyo de la Rocina va menguando y la marisma se vuelve estacional, el comercio por vía marítima desaparece y aumenta el tránsito terrestre a la misma vez que el interés por la ermita y la Virgen. A partir de entonces, comienza una segunda etapa en la que se fueron construyendo las sedes de las distintas hermandades filiales alrededor del templo y las viviendas de estilo colonial fuera del Real.La aldea tiene una forma cuadrada con calles trazadas mediante paralelas y perpendiculares, todas de doble sentido y atravesadas por dos grandes diagonales, los caminos del Puente del Rey (acceso desde Cádiz y Sevilla) y el de Los Llanos (acceso desde Almonte), que conectan directamente con el Real y la ermita. Este diseño permite un tránsito seguro y directo por dichas calles principales y con acceso a las secundarias, a donde dan la parte trasera de las viviendas, facilitando el tránsito animal.La mayor parte de las calles reciben nombre de topónimos (flora, fauna y sitios emblemáticos), así como de personalidades históricas relevantes para la localidad. Toda la marisma está cercada y separada de la parte sur de la aldea por un paseo peatonal ajardinado con miradores, que comienza con la oficina de turismo al oeste y finaliza en el centro ornitológico Francisco Bernis. En la parte oeste, paralela a la antigua A-483, se instaló una pasarela de madera con miradores. Instalaciones como el Museo Histórico, el centro hípico Formades, las pistas ecuestres AICAB, el CECOPI, el camping Aldea y la estación de servicio se encuentran rodeando la aldea, aunque con el paso del tiempo y la expansión de la misma, irán quedando dentro del núcleo ubano. La aldea cuenta con unas 10 plazas o parques, incluyendo la Plaza de Doñana, El Acebuchal, El Tamborilero, El Acebrón, Cerro del Trigo, Plaza Mayor y Plaza Menor, todas distribuidas de manera uniforme por la misma. En 2012 se construyó una variante de la A-483 de 4,5 km (la mitad de autovía con doble calzada) para desviar el tráfico hacia la costa del que se dirige a la aldea, evitando atascos innecesarios en épocas estivales o de la romería.